# ونشیپ (یوتا)
ونشیپ (به انگلیسی: Wanship) یک منطقهٔ مسکونی در ایالات متحده آمریکا است که در شهرستان سامیت، یوتا واقع شده‌است. ونشیپ ۴۰۰ نفر جمعیت دارد و ۱٬۸۰۵٫۹۶ متر بالاتر از سطح دریا واقع شده‌است.